# Imagine (Film)
Imagine ist ein Spielfilm des polnischen Regisseurs Andrzej Jakimowski aus dem Jahr 2012.

## Handlung
Der von Geburt an blinde Ian ist Pädagoge für räumliche Orientierung. Als er an eine Augenklinik in Lissabon berufen wird, sorgen seine ungewöhnlichen Methoden dort für Besorgnis beim Klinikleiter, zumal dieser früher erleben musste, dass einer seiner Patienten von einer Straßenbahn erfasst wurde und ein Bein verlor. Ian lehnt den Blindenstock ab. Stattdessen lehrt er räumliches Sehen durch zurückgeworfene Schallwellen, die durch Schnalzen oder klackernde Schuhe erzeugt werden. Seinen blinden, zumeist jungen Schülern eröffnet er durch Anregung ihres Vorstellungsvermögens einen neuen Zugang zu ihrer Umwelt. Sein Orientierungsvermögen ist so gut, dass ihm von mehreren ungläubigen Schülern Betrug vorgeworfen wird und sie ihn mehrfach mit inszenierten Hindernissen testen. Dass er offensichtlich Alkoholiker ist, sich abends aus der Klinik schleicht und betrunken zurückkehrt, erschwert es ihm auch, das Vertrauen seiner Mitmenschen zu erlangen. Gleichzeitig betrachtet er es als Herausforderung Eva, eine blinde Frau in seinem Alter, die angeblich mit niemandem spricht, wieder für das Leben und vielleicht auch für sich zu begeistern. Auch wenn es Ian schließlich nicht gelingt, das Misstrauen des leitenden Arztes auszuräumen, so zeigen seine eindringlichen Bemühungen bei den Schülern nach und nach Wirkung, und auch die lange verschlossene, schüchterne Eva gewinnt er dabei zunehmend für sich. Seine Rolle bleibt bis zum Schluss fragwürdig, da er diverse kleine Tricks benutzt, um die Imagination der anderen zu provozieren. Wiederholt werden diese Tricks aufgedeckt und lassen an seiner Ehrlichkeit und seiner Orientierungsfähigkeit Zweifel aufkommen. Bis zuletzt bleibt ungewiss, ob es den Hafen, von dem er erzählt, in der Stadt wirklich gibt und das große Schiff, das darin angeblich ankert. Ist er nur ein unverantwortlicher Betrüger, oder ein blinder Visionär?

## Produktion
Der Film wurde an Drehorten um und in der portugiesischen Hauptstadt Lissabon gedreht.
Aufmerksamkeit erregten die durchweg von Laienschauspielern dargestellten 16 Schüler, die in verschiedenen Sprachen auftreten und hier sämtlich erstmals vor der Kamera standen. Neben den auch international bereits bekannten Hauptdarstellern sind dazu in Nebenrollen einige weitere bekannte Schauspieler, insbesondere des französischen und portugiesischen Kinos zu sehen, darunter Teresa Madruga aus Portugal und Melchior Derouet aus Frankreich. Francis Frappat kehrte mit diesem Film nach Lissabon zurück, wo er bereits 1997 für Alain Tanners Verfilmung von Antonio Tabucchis Roman Lissabonner Requiem vor der Kamera gestanden hatte.

## Rezeption
Imagine gehört zu den verhältnismäßig seltenen Filmen, die sich der Welt der Blinden widmen. In poetischer Sprache stellt der Film verschiedene, miteinander kommunizierende Menschen dar, die nicht sehen können. Anhand der erzählten Geschichte eines mutigen und einfühlsamen Lehrers wird der Zuschauer dabei auch in die Sinneswelt Blinder und ihrer mit hoher intellektueller Leistung verbundenen Wahrnehmung der Umwelt eingeführt. Unbeschwerter Humor und eine behutsame Romanze sind weitere wesentliche Bestandteile des Werks, das sich durch die ungewöhnlich geduldige und von atmosphärischen, schönen Bildern geprägte Inszenierung auszeichnet.
Der Film wurde bei verschiedenen internationalen Filmfestivals gezeigt, so beim Göteborg International Film Festival im Januar 2013. Beim Internationalen Filmfestival Warschau 2012 und beim Polnischen Filmfestival Gdynia 2013 wurde er dabei mit Preisen ausgezeichnet. In Deutschland gewann der Film 2013 u. a. die Publikumspreise des Internationalen Filmfestes Emden-Norderney und des bayrischen Fünf Seen Filmfestivals.
Nachdem Imagine erstmals am 13. Oktober 2012 beim Internationalen Filmfestival Warschau öffentlich aufgeführt wurde, lief der Film zuerst am 12. April 2013 in den polnischen Kinos an. In Frankreich kam der Film am 23. Oktober 2013 in die Kinos, in Deutschland am 2. Januar 2014.